# Rejon stawyszczenski
Rejon stawyszczenski – jednostka administracyjna w składzie obwodu kijowskiego Ukrainy.
Powstał w 1923. Ma powierzchnię 674 km² i liczy około 22 tysięcy mieszkańców. Siedzibą władz rejonu jest Stawyszcze.
W skład rejonu wchodzą 1 osiedlowa rada oraz 22 rady wiejskie, obejmujące 29 wsi.

## Miejscowości rejonu
- Antoniwka (Антонівка)
- Besidka (Бесідка)
- Bohatyrka (Богатирка)
- Bryliwka (Брилівка)
- Czerwone (Червоне)
- Hejsycha (Гейсиха)
- Hostra Mohyła (Гостра Могила)
- Hryhoriwśka Słoboda (Григорівська Слобода)
- Iwaniwka (Іванівка)
- Jaseniwka (Ясенівка)
- Jurkiwka[2] (Юрківка)
- Krasyliwka (Красилівка)
- Kryweć (Кривець)
- Lubcza (Любча)
- Połkownycze (Полковниче)
- Poprużna (Попружна)
- Rozkiszna (Розкішна)
- Rozumnycia (Розумниця)
- Sniżky (Сніжки)
- Stanisławczyk (Станіславчик)
- Stawyszcze (Ставище)
- Stryżawka (Стрижавка)
- Suchyj Jar (Сухий Яр)
- Torczycia (Торчиця)
- Torczyćkyj Stepok (Торчицький Степок)
- Wasyłycha (Василиха)
- Wesełe (Веселе)
- Wynariwka (Винарівка)
- Wyszkiwśke (Вишківське)
- Żurawłycha (Журавлиха)